# Églises du Serrablo

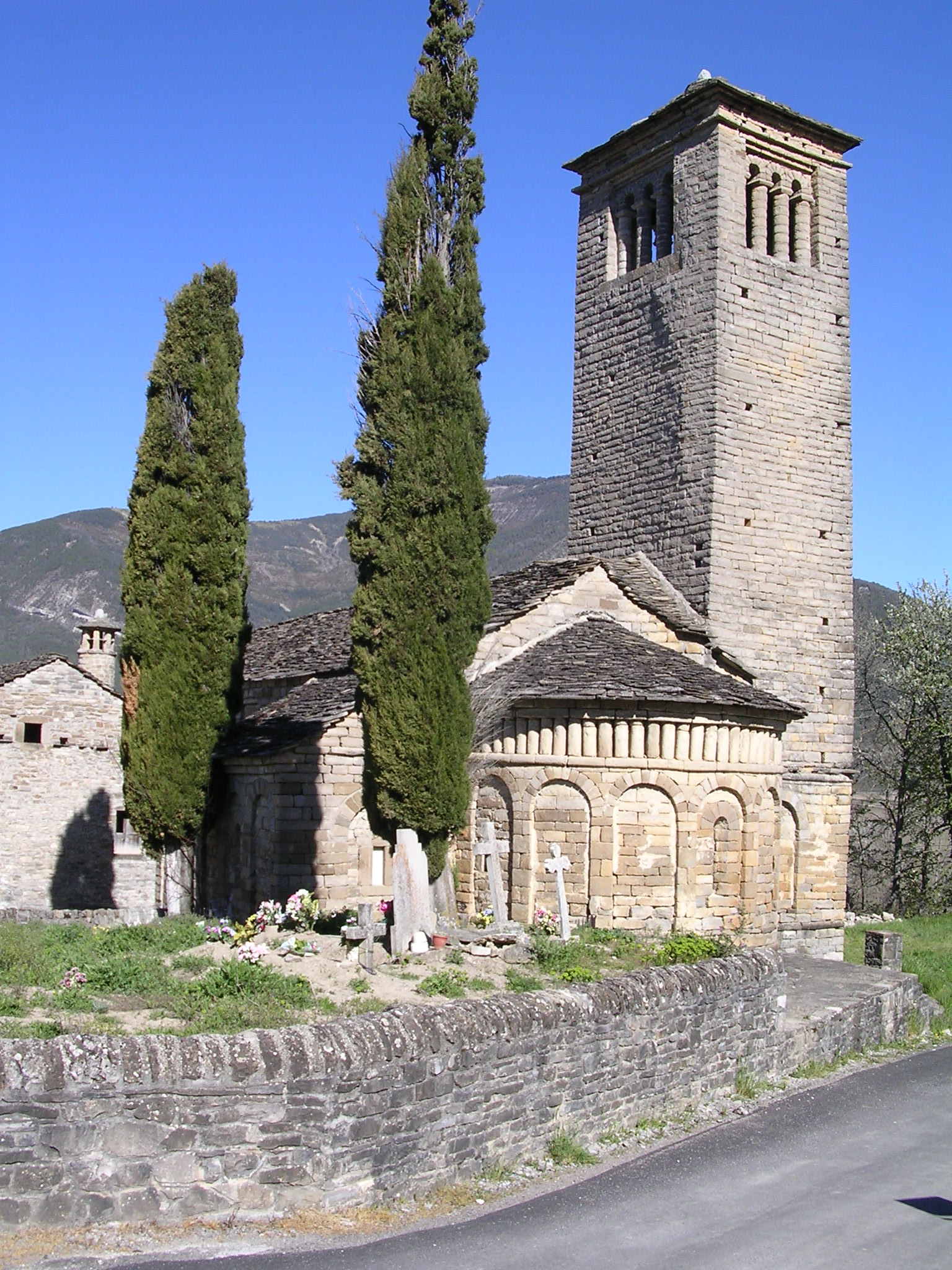
Église Saint-Pierre de Lárrede.

Les églises du Serrablo sont un ensemble d'églises de la région du Serrablo, correspondant à une partie du bassin supérieur de la rivière Gállego (comarque de l'Alto Gállego, en Aragon, Espagne). Elles se trouvent pour la plupart sur la rive gauche de cette dernière, et ont été construites entre le Xe siècle et le XIe siècle selon les diverses hypothèses proposées. Des églises aux caractéristiques semblables sont construites à la fin du XIe siècle et au début du XIIe siècle sur la rive droite du Gállego (Barós, Lerés).
En fonction des hypothèses portant sur la période de construction de ces églises, elles sont considérées comme mozarabes, construites par des communautés chrétiennes sous domination islamique (points de vue d'Antonio Durán Gudiol et de l'association Amis de Serrablo) ; ou bien (selon d'autres historiens de l'art de l'université de Saragosse) préromanes ou d'un premier roman qui émerge aux premiers temps du royaume d'Aragon. Ce serait dans ce cas une architecture d'une époque précoce de l'art roman, avec des éléments d'art mozarabe empruntés à l'architecture islamique, avec des influences du roman lombard.
Ces églises ont été inscrites comme monuments historiques et artistiques le 29 septembre 1982 (à l'exception de l'église de Lárrede, reconnue dès 1931) grâce en bonne partie au travail de restauration et de communication de l'Association Amis de Serrablo, fondée en 1971.

## Caractéristiques
Elles ont généralement une structure simple, avec une seule nef rectangulaire de dimensions restreintes, s'achevant par une abside semi-circulaire à laquelle est adossée un campanile. 
L'église Saint-Pierre de Lárrede est considérée comme le prototype de toutes ces églises.

## Églises du Serrablo et de sa zone d'influence
- Arto : Saint-Martin
- Asieso : Saint-André
- Barós : Saint-Fructueux

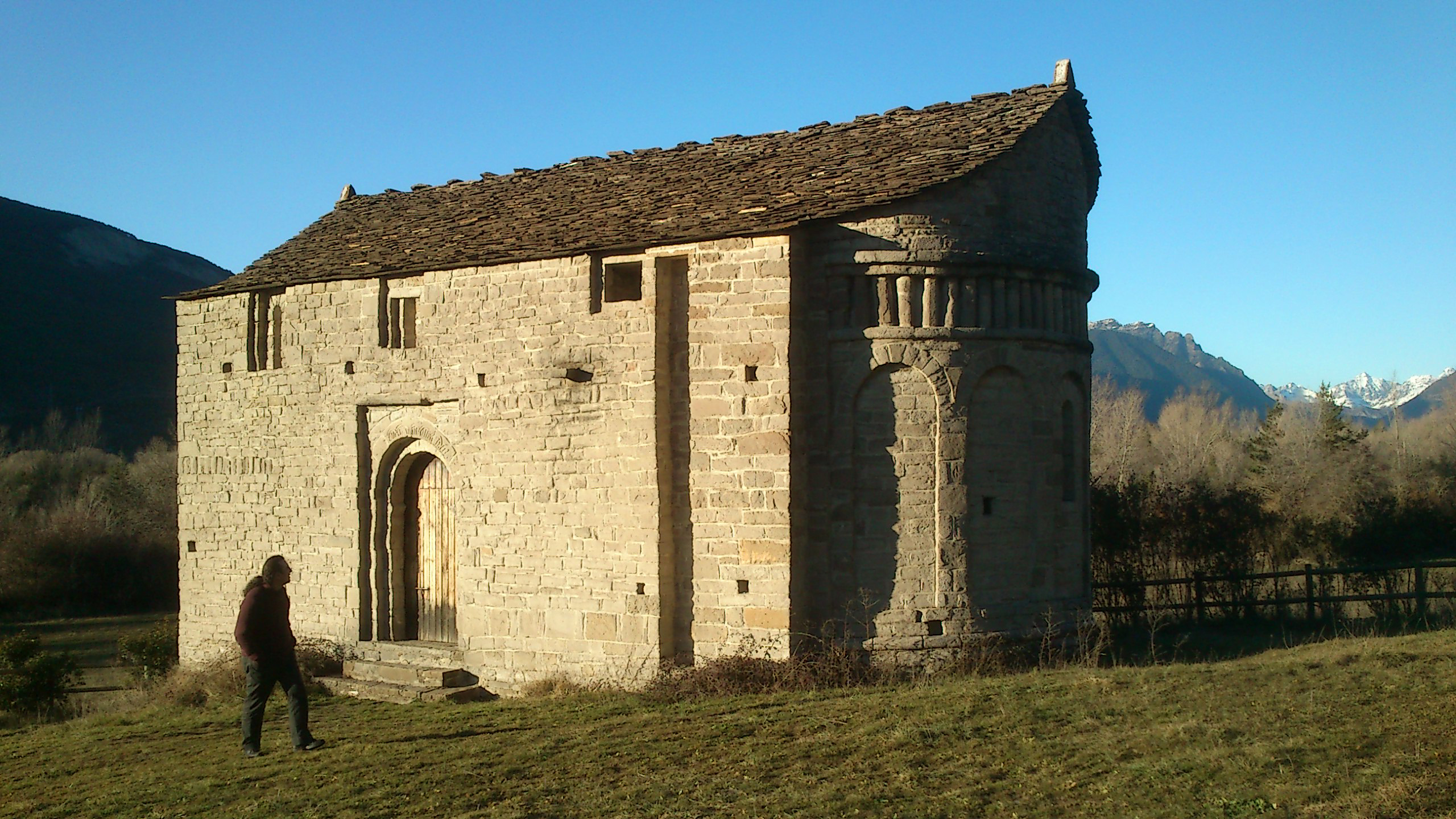
Saint-Jean de Busa.

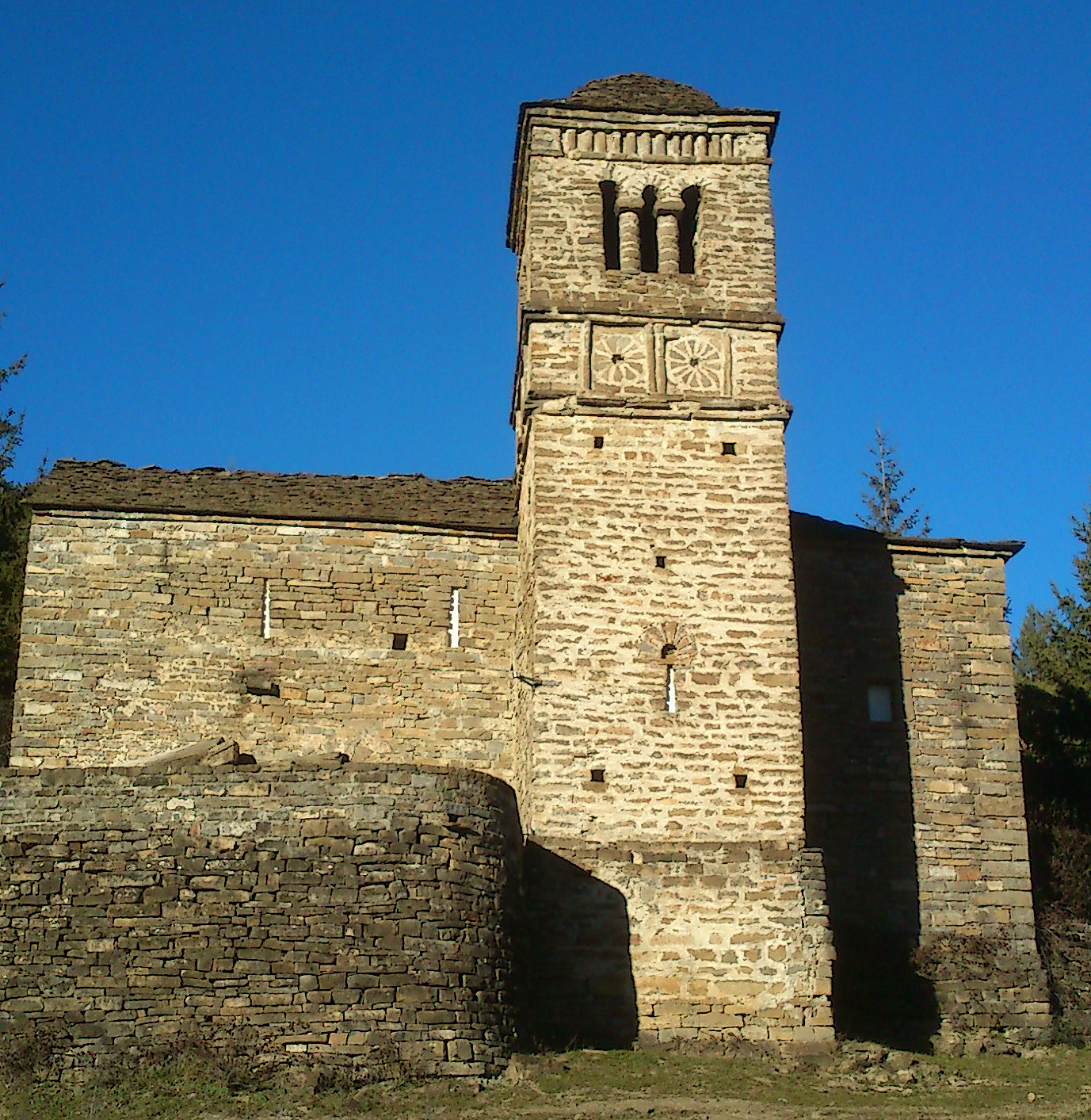
Saint-Barthélemy de Gavín

- Basarán : Saint-Urbice et Saint-Michel, déplacée à Formigal
- Biescas : Saint-Jean de Busa
- Espierre : Saint-Jean et Sainte-Marie
- Gavín : Saint-Barthélemy de Gavín, monastère Saint-Pelay, Sainte María, déplacée à Sabiñánigo

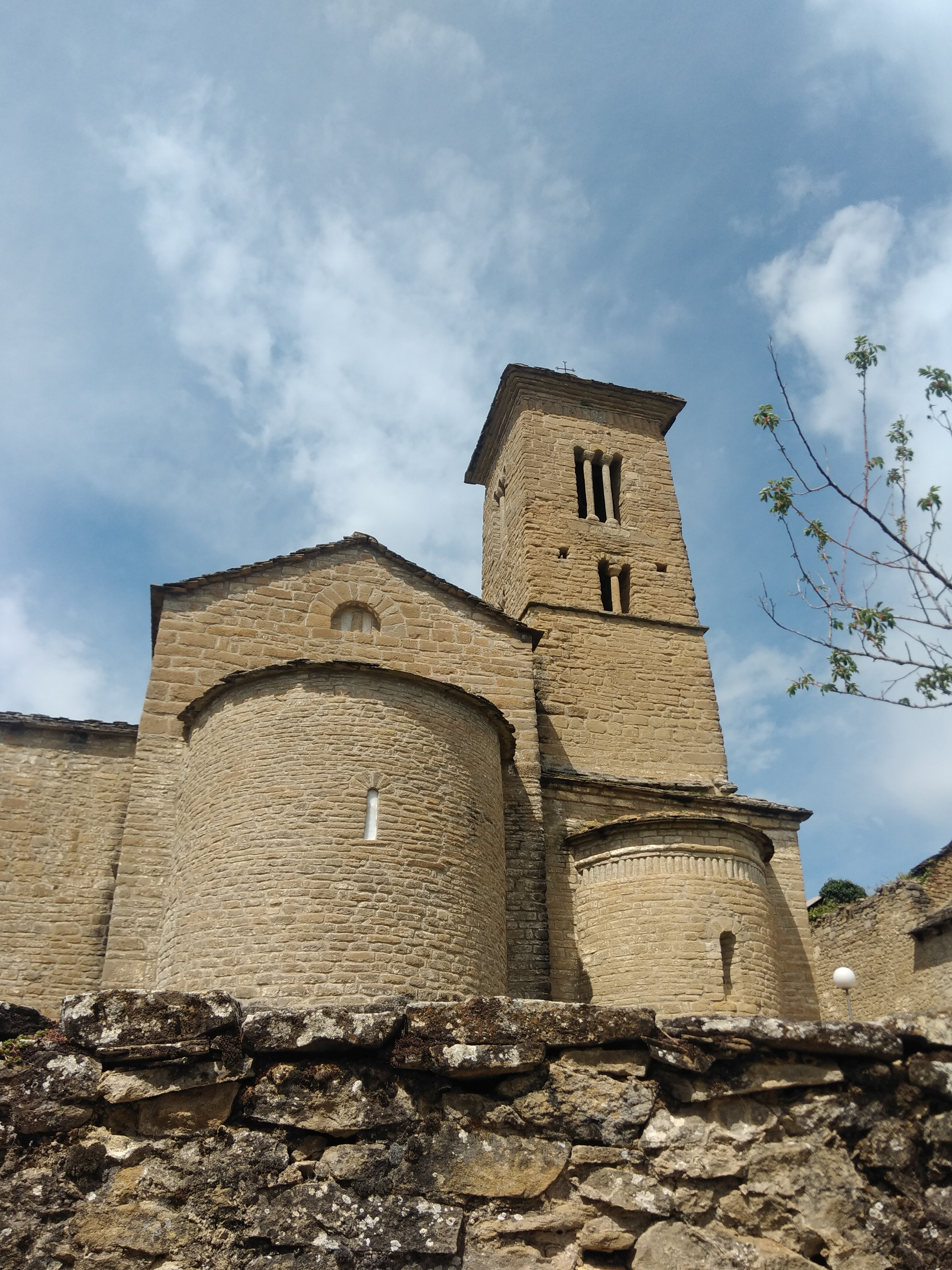
Saint-Pierre de Lasieso

- Isún de Basa : Sainte-Marie
- Javierrelatre : Saints-Rois

- Lárrede : Saint-Pierre
- Lasieso : Saint-Pierre
- Latre : Saint-Michel
- Lerés : Saint-Michel
- Oliván : Saint-Martin
- Ordovés : Saint-Martin
- Orna : Saint-Michel
- Orós Baixo : Sainte-Olaria
- Orús : Saint-Jean
- Otal
- Rasal
- Satué : Saint-André
- Susín. Sainte-Olaria